# Joannesia princeps
Joannesia princeps är en törelväxtart som beskrevs av Vell.. Joannesia princeps ingår i släktet Joannesia och familjen törelväxter. IUCN kategoriserar arten globalt som sårbar. Inga underarter finns listade i Catalogue of Life.

## Bildgalleri

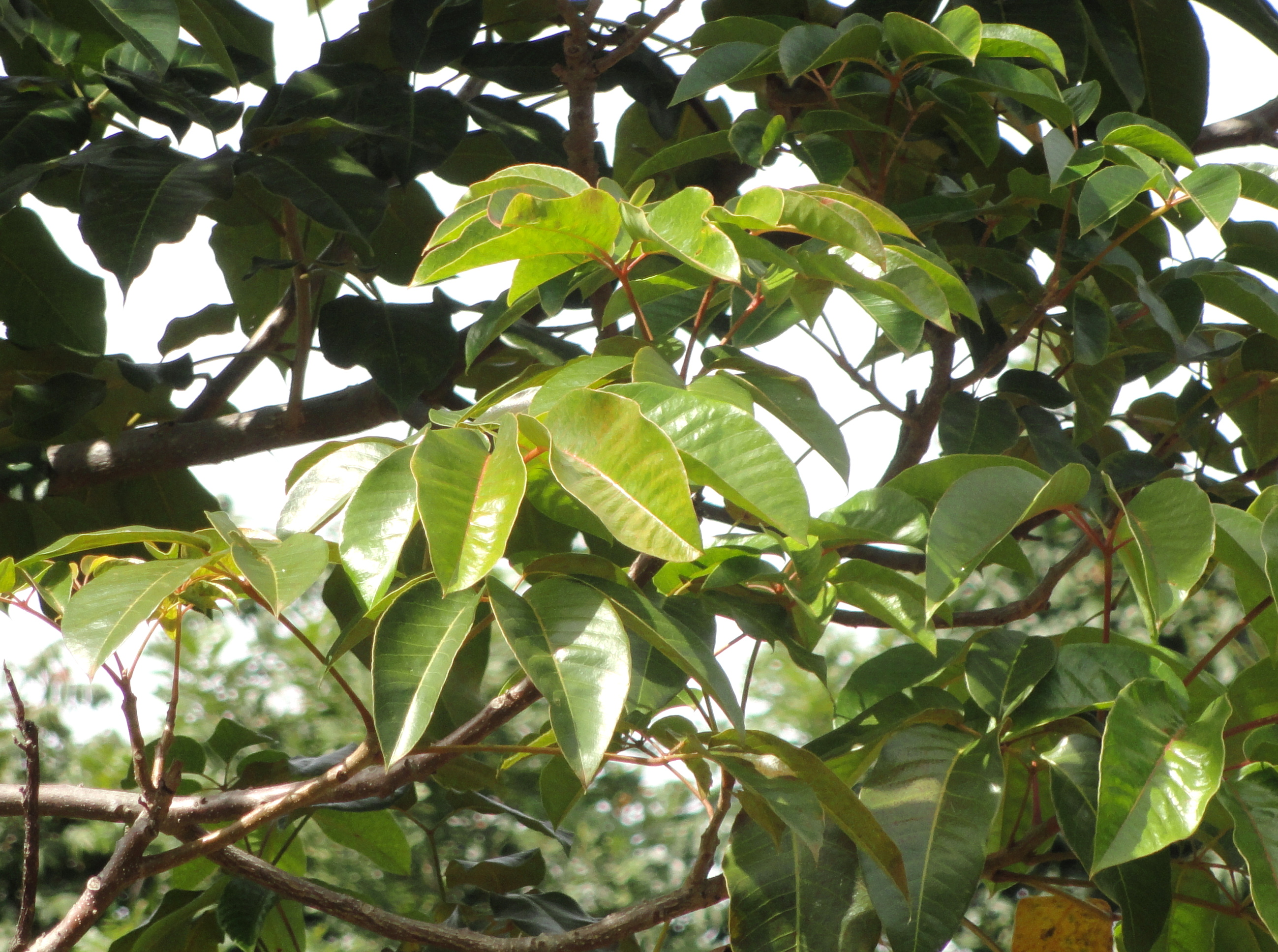